# Бял лопатонос
Белият лопатонос (Scaphirhynchus albus) е вид лъчеперка от семейство Есетрови (Acipenseridae). Видът е застрашен от изчезване.

## Разпространение и местообитание
Разпространен е в САЩ (Айова, Арканзас, Илинойс, Канзас, Кентъки, Луизиана, Мисисипи, Мисури, Монтана, Небраска, Северна Дакота, Тенеси и Южна Дакота).
Обитава места с песъчлива почва, степи и езера.

## Описание
На дължина достигат до 2 m, а теглото им е не повече от 130 kg.
Продължителността им на живот е около 41 години. Популацията на вида е намаляваща.